# El Cerrito (Contra Costa County, Californië)
El Cerrito is een stad (city) in de Amerikaanse staat Californië. De stad ligt in het westen van Contra Costa County en maakt deel uit van de San Francisco Bay Area. In 2010 woonden er 23.549 mensen.

## Geografie en vervoer

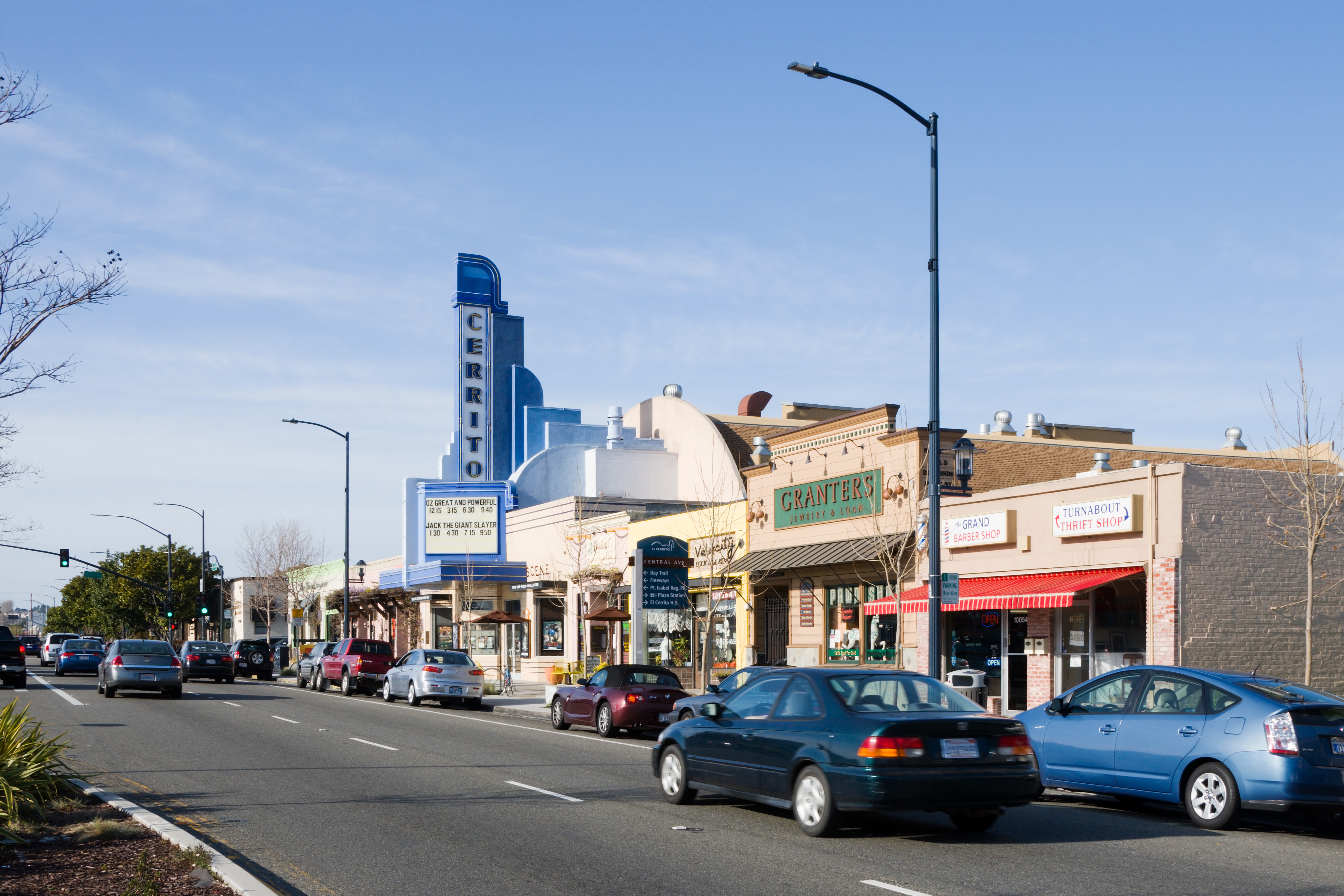
Het historische Cerrito Theater langs de San Pablo Avenue in El Cerrito.

El Cerrito ligt op de oostelijke oever van de Baai van San Francisco. De stad, met een oppervlakte van 9,6 km², is heuvelachtig; "El Cerrito" betekent 'heuveltje'. El Cerrito ligt langs Interstate 80 en dicht bij Interstate 580. In het zuiden grenst de stad aan Albany (in Alameda County) en Kensington, in het westen aan Richmond, in het noorden aan de East Richmond Heights en in het oosten aan het Wildcat Canyon Regional Park. El Cerrito ligt op een boogscheut van Berkeley in het zuidoosten. De afstand tot de campus van de Universiteit van Californië - Berkeley bedraagt ongeveer 8 kilometer.
Er zijn twee BART-stations in de stad: El Cerrito del Norte en El Cerrito Plaza. Daarnaast zijn er de bussen van AC Transit tussen El Cerrito en de omliggende wijken en steden, alsook tussen de East Bay en San Francisco.

## Demografie
De bevolking van El Cerrito bedraagt 23.549 volgens de volkstelling van 2010. De bevolkingsdichtheid is 2466 inwoners/km². De etnische samenstelling van El Cerrito is als volgt: 53,3% blank, 27,3% Aziatisch, 7,7% Afro-Amerikaans, 0,5% indiaans en 0,2% afkomstig van de eilanden in de Stille Oceaan. Daarnaast is 4,6% van een ander ras en 6,5% van twee of meer rassen. In totaal identificeert 11,1% van de bevolking zich als Latino of Hispanic.

## Bekende inwoners
- Catherine Asaro (1955), sciencefictionschrijfster, groeide op in El Cerrito
- Les Blank (1935-2013), documentairemaker
- Alfred Einstein (1888-1952), musicoloog, overleed in El Cerrito
- Tom Fogerty (1941-1990), John Fogerty (1945), Doug Clifford (1945) en Stu Cook (1945), muzikanten van de band Creedence Clearwater Revival, groeiden op in El Cerrito
- Edwin McMillan (1907-1991), fysicus en Nobelprijswinnaar, overleed in El Cerrito
- Metalgroep Metallica opereerde van 1983 tot 1986 vanuit El Cerrito
- Ernie Wasson (1950), botanicus en tuinbouwkundige, studeerde aan de El Cerrito High School
- Milton Wolff (1915-2008), militair en activist